# Лоццо-Атестіно
Лоццо-Атестіно (італ. Lozzo Atestino, вен. Łozo Atestin) — муніципалітет в Італії, у регіоні Венето, провінція Падуя.
Лоццо-Атестіно розташоване на відстані близько 390 км на північ від Рима, 60 км на захід від Венеції, 24 км на південний захід від Падуї.
Населення — 3167 осіб (2014).
Щорічний фестиваль відбувається 19 березня. Покровитель — San Giuseppe.

## Демографія
Населення за роками:

Станом на 1 січня 2023 року в муніципалітеті офіційно проживало 105 іноземців з 25 країн, серед них 55 громадян країн Євросоюзу та 4 громадяни України.

## Сусідні муніципалітети
- Агульяро
- Баоне
- Чинто-Еуганео
- Есте
- Новента-Вічентіна
- Оспедалетто-Еуганео
- Во'